# Ébenfa

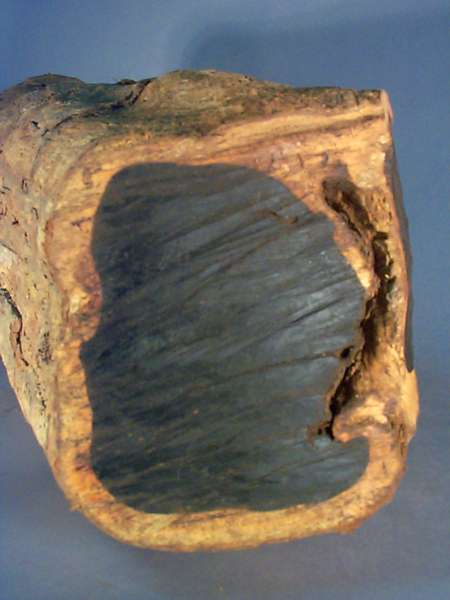
Ébenfa keresztmetszete

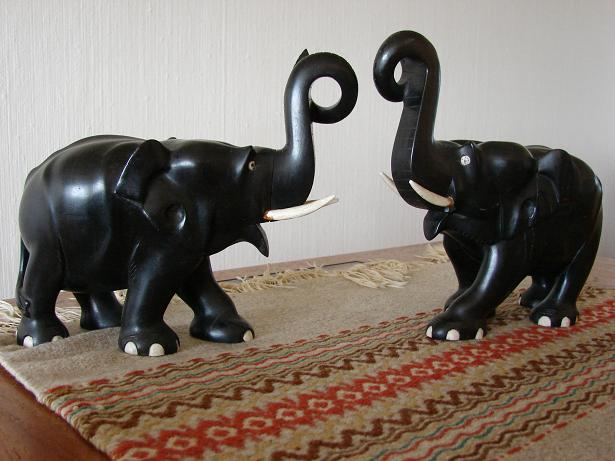
Faragott ébenfa elefántok Sri Lankáról

Az ébenfa a Diospyros nemzetségbe tartozó fa vagy a belőle nyert faanyag. Tágabb értelemben a nemesfákat használó mesterségek eredetüktől függetlenül ébenfának neveznek egyéb olyan faanyagot is, ami nehéz, kemény, tömör szerkezetű (akár a víznél is nagyobb sűrűségű), és fekete vagy sötét színű.

## Diospyros fajok
Általában nem túl magas fák, viszonylag kicsiny törzsátmérővel. Az értékes faanyagukról ismert fajok mellett gyümölcsfák is tartoznak ide, például a datolyaszilva.
Anyagukra jellemző, hogy nagy sűrűségű, szerkezete viszonylag homogén, pórusai kicsik vagy közepesek. Sokféle színe lehet, a leggyakoribb a szürkés rózsaszín, viszonylag kevés faj anyagának van szép, színes gesztje, ami miatt elsősorban értékelik. A fekete ébenfák szíjácsa általában 6–8 cm széles, fehér vagy rózsaszínes. A fekete geszt pórusait szintén fekete tartalmi anyagok töltik ki, emiatt szinte láthatatlanok, ez adja felületének fémesen csillogó fényét. Rendkívül tartós, a gombáknak és rovaroknak jól ellenálló faanyagok. Száradás közben erősen zsugorodik, keménysége miatt ez repedéseket okozhat.

### Csíkos ébenfák
Jellemzőjük a barna, fekete geszt, feltűnő színes csíkokkal. Előfordulnak Indiában, Pakisztánban, Srí Lankán, Indonéziában. A következő fajok faanyaga:
- Diospyros celebica: coromandel vagy makassar-ében
- Diospyros discolor
- Diospyros insularis
- Diospyros kurzii: zebrafa
- Diospyros marmorata

### Fekete ébenfák

#### Ázsiából
Sötét, kékes fekete gesztjük van, néha halványabb csíkokkal. Előfordulnak Indiában, Pakisztánban, Srí Lankán, Indonéziában. A következő fajok faanyaga:
- Diospyros ebenum: ceyloni ében
- Diospyros ferrea
- Diospyros hebecarpa
- Diospyros humilis
- Diospyros melanoxylon: indiai ében
- Diospyros vera

#### Afrikából
Sötét, kékes fekete gesztjük van, néha halványabb csíkokkal. Előfordulnak a trópusi Afrikában, Madagaszkáron. A következő fajok faanyaga:
- Diospyros crassiflora,
- Diospyros mespiliformis,
- Diospyros toxicaria: afrikai ében
- Diospyros perrieri: madagaszkári ében

## Egyéb ébenfák
Mélyfekete színe van a grenadilfának, a Dalbergia melanoxylon nevű kelet-afrikai fa anyagának, sok szempontból talán értékesebb is, mint a „valódi” ébenfák. Sokszor helyettesítik az ébenfát sötét színű paliszanderekkel, sőt, különleges kezeléssel más faanyagok is feketévé tehetők, ezek neve hamis ében.

## Felhasználása
Az ókortól kezdve napjainkig nagy becsben tartják. Használják értékes bútorokhoz berakásnak, faragáshoz, húros hangszerekhez fogólapnak, kulcsnak.
Keménysége miatt nem könnyű megmunkálni, gyakran kicsorbítja a szerszámok vágóéleit, de nagyon szépen polírozható. A lakkokkal szemben szeszélyesen viselkedik, jól ragasztható. Száradáskor hajlamos az alakváltozásra, repedezésre, ezért különös figyelmet igényel a tárolása.